# 1906年鐵路
此條目列出1906年發生有關鐵路運輸的事件。

## 事件

### 3月
- 3月10日：貝克街及滑鐵盧鐵路（英语：Baker Street and Waterloo Railway）通車，來往貝克街站至蘭貝斯北站[1]。

### 4月
- 4月1日：蘆漢鐵路全線通車。
- 4月18日：發生1906年舊金山大地震，造成大量鐵路受損。

### 5月
- 5月17日：辛普頓隧道（英语：Simplon Tunnel）通車，成為直至1979年以前最長的隧道。

### 7月
- 7月18日：滬寧鐵路上海至無錫段通車。

### 8月
- 8月5日：貝克街及滑鐵盧鐵路（英语：Baker Street and Waterloo Railway）由蘭貝斯北站延長至象堡站。

### 11月
- 11月16日：潮汕鐵路通車，是中國第一條商辦鐵路。

### 12月
- 12月15日：大北方、皮卡迪利及布朗普頓鐵路通車[2]。
- 12月31日：大都會鐵路不再開行經牧者叢市場站前往里奇蒙站的列車。